# Magistralinis kelias A21
Die A21 (lit. Panemunės aplinkkelis) ist eine Fernstraße in Litauen. Sie bildet einen Teil der östlichen Umgehung der Stadt Sowetsk (Tilsit) in der zu Russland gehörenden Exklave Kaliningrad und des am rechten Ufer der Memel gelegenen litauischen Brückenkopfs Panemunė (Übermemel), verbindet die Magistralinis kelias A12 über eine neue, den Fluss Memel überquerende Brücke mit ihrer Fortsetzung auf russischem Gebiet, der A216. Ihre Länge beträgt auf litauischem Gebiet rund 4 km.
Die Straße wurde vom Jahr 2014 bis 2015 zur Entlastung des Grenzübergangs nach Sowetsk über die historische Königin-Luise-Brücke erbaut.